# Musikakademie Rheinsberg

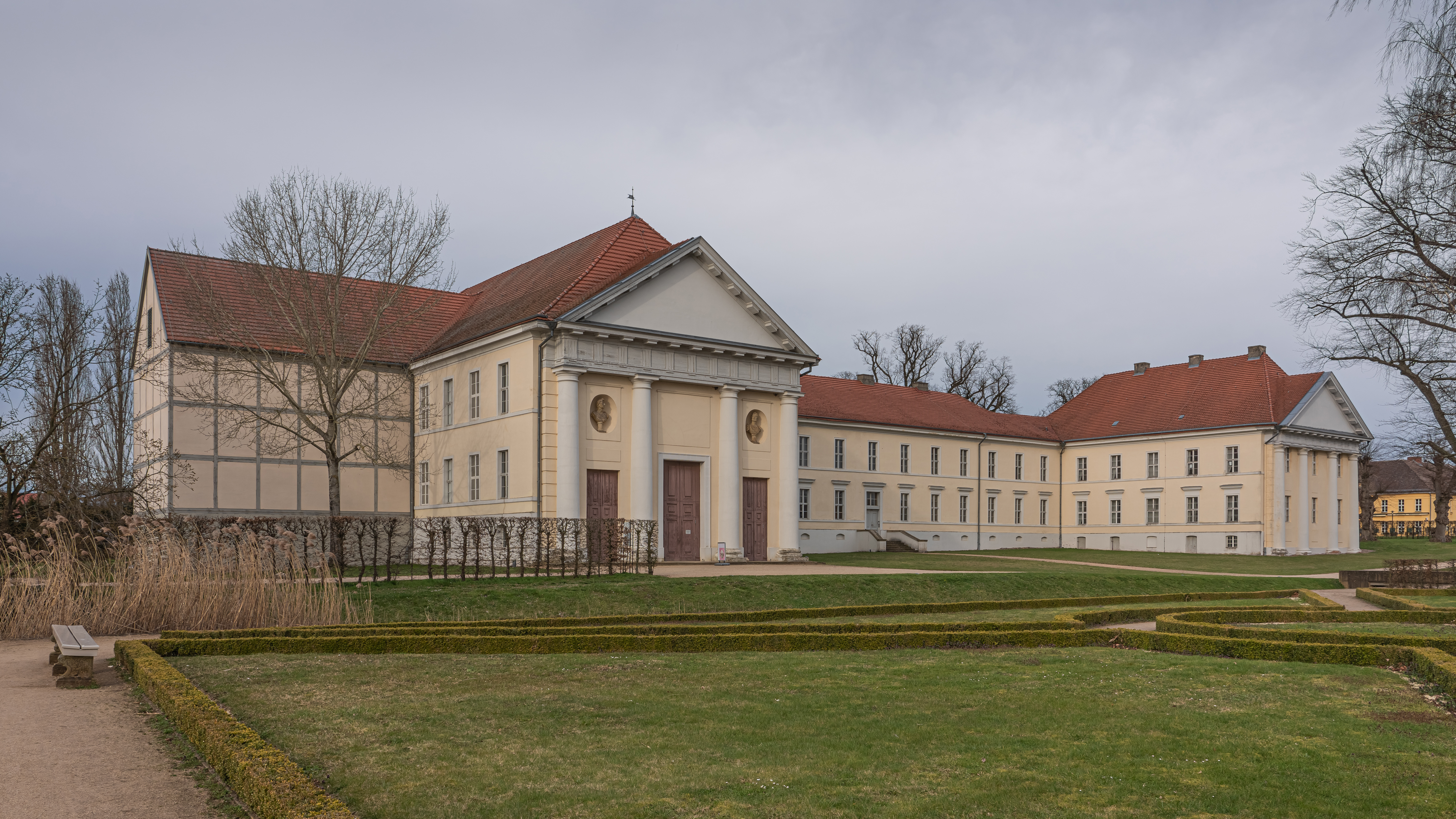
Das Kavalierhaus ist Sitz der Musikakademie Rheinsberg

Die Musikakademie Rheinsberg ist als Bundes- und Landeseinrichtung eine Arbeits-, Fortbildungs- und Begegnungsstätte für professionelle und Laienmusiker, anerkannt gemäß dem Brandenburgischen Weiterbildungsgesetz, Mitglied im Verband der Bundes- und Landesmusikakademien Deutschlands und anerkannt als Träger der freien Jugendhilfe gemäß § 75 SGB VIII.

## Geschichte

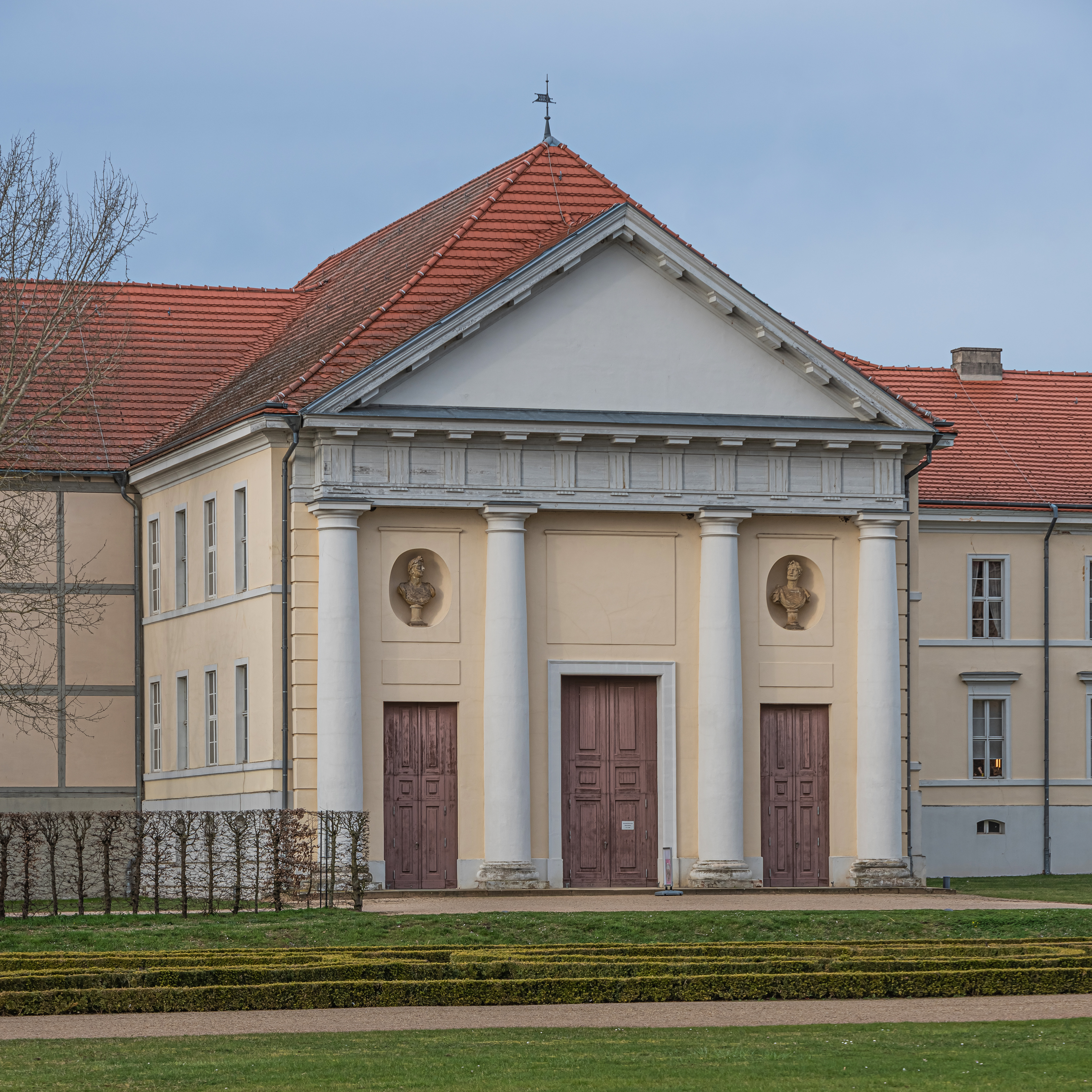
Schlosstheater Rheinsberg

Die Musikakademie Rheinsberg wurde 1991 als Haus für junge Künstler auf dem Gelände von Schloss Rheinsberg gegründet. Sie ist seit 2001 Bundesakademie. Seit 2014 in der Rechtsform der Musikkultur Rheinsberg gGmbH wird sie vom Ministerium für Wissenschaft, Forschung und Kultur des Landes Brandenburg, dem Landkreis Ostprignitz-Ruppin und der Stadt Rheinsberg institutionell gefördert. Geschäftsführer ist seit 2021 Benedikt Poensgen. Im Herbst 2018 hat Professor Georg Quander die Künstlerische Direktion der Bundesmusikakademie und der Kammeroper Schloss Rheinsberg übernommen. Neuer Leiter der Akademie ist seit 2019 Felix Görg.
Als Ausbildungsstätte für Musiker veranstaltet sie Musikwerkstätten und Meisterkurse sowie wissenschaftliche Kolloquien zu musikbezogenen Themen. Von der Musikakademie werden Werke von jungen Komponisten vorrangig aufgeführt, darunter auch Werke von Künstlern, die zu DDR-Zeiten nicht entsprechend beachtet wurden. Zudem wurden Kompositionen in Auftrag gegeben und in Rheinsberg aufgeführt.
Das zur Ruine verfallene Schlosstheater konnte Ende 1999 wieder eröffnet werden. Es wurde mit schlichtem Modernen Saal in den alten Mauern gestaltet. Dort finden die Veranstaltungen der Musikakademie und das Opernfestival Kammeroper Schloss Rheinsberg statt, dessen Büro sich ebenfalls im Kavaliershaus befindet.

## Veröffentlichungen
nach Autoren / Herausgebern alphabetisch geordnet 
- Ulrike Liedtke (Hrsg.): Frau Musica heute: Konzepte für Kompositionen. Rheinsberger Pfingstwerkstatt Neue Musik, Veröffentlichung der Musikakademie Rheinsberg, Hofmeister, Leipzig 2005, ISBN 978-3-87350-031-0
- Ulrike Liedtke (Hrsg.): „Jeder nach seiner Fasson“: musikalische Neuansätze heute. Veröffentlichung der Musikakademie Rheinsberg, Pfau, Saarbrücken 1997, ISBN 978-3-930735-70-9
- Ulrike Liedtke (Hrsg.): Die Rheinsberger Hofkapelle von Friedrich II.: Musiker auf dem Weg zum Berliner „Capell-Bedienten“. Veröffentlichung der Musikakademie Rheinsberg, Rheinsberg 1995, ISBN 3-00-000732-8; 2. überarb. Aufl., Hofmeister, Leipzig 2005, ISBN 978-3-87350-019-8
- Christoph Schaffrath: Ouverture ex A-Dur: due violini, viola et basso; N. 4.  Partitur sowie Stimmensatz, Erstdr., Urtext. Hrsg. von der Musikakademie Rheinsberg, Werner Feja, Berlin 1996
- Claudia Schurz: Das Theater des Prinzen Heinrich: ein Lesebuch zum Schloßtheater Rheinsberg. Veröffentlichung der Musikakademie Rheinsberg, hrsg. von Ulrike Liedtke, Hofmeister Musikverlag, Leipzig 2005, ISBN 978-3-87350-016-7
- Frank Wendler: Zehn Jahre Musikakademie Rheinsberg. Musikakademie Rheinsberg, Rheinsberg 2001
- Helmut Zapf, Klaus Feldmann, Raphael Heinrich, Gerd Domhardt, Matthias Jann: Neue Musik in Rheinsberg: Auftragswerke der Musikakademie Rheinsberg. NCA – New Classical Adventure, What a Beautiful Noise, Stansstad 1998